# Římov (okres Třebíč)
Obec Římov (německy Rzimau, Rimau, starší názvy Rzymow, Rymaw) se nachází v okrese Třebíč v Kraji Vysočina. Žije zde 421 obyvatel. Součástí obce je osada Vísky. Obec je součástí Mikroregionu Podhůří Mařenky.
Obcí protéká potok Římovka a prochází jí silnice II/410.
Sousedními obcemi sídla jsou Štěměchy, Čáslavice, Cidlina a Rokytnice nad Rokytnou.

## Geografie
Ze severu na jih přes území obce prochází silnice II/410 z Rokytnice nad Rokytnou do Bítovánek a Želetavy. Východně ze zastavěného území obce vychází silnice do Čáslavic a užitková silnice do části obce Vísky. Severně ze zastavěného území obce vychází užitková silnice k Holému mlýnu, resort Adrenalin park Březová, který se nachází na severovýchodním okraji území obce je obsluhován silnicí, která vede od Rokytnice a prochází částí území obce. Přes území obce vede modrá turistická stezka.
Většina území obce je využívána zemědělsky, primárně východní, severní a jižní část území obce, západní je či dříve byla výrazně zalesněna. Na východním okraji zastavěného území obce se nachází areál JZD. 
Východní hranice území obce je tvořena potokem Římovka, ten pramení asi 2 km severně od území obce pod vrcholem Kobylí hlava. Prochází okolo resortu Na Březové, kde tvoří rybník, jižně od resortu do něj ústí nepojmenovaný potok, dále na jih tvoří Holomlýnský rybník, protéká přes zastavěné území obce a dále na východ i přes území části obce Vísky, pak teče dále na východ a po cca 6 km ústí u Šebkovic do Rokytné. Část severní hranice je tvořena řekou Rokytnou, ta pramení asi 1 km severně od území obce u osady Veverka a dále teče na východ a později ústí u Ivančic do Jihlavy. Velká část jižní hranice území obce je tvořena Dašovským potokem, ten pramení asi 2 km západně od území obce u Dašova, jižně od zastavěného území obce protéká rybníkem Nová závlaha a pak rybníkem U svatého Jana a následně na jižním okraji zastavěného území obce ústí do Římovky. 
Území obce je poměrně kopcovité, jeho nadmořská výška se pohybuje od cca 500 metrů nad mořem na východním okraji území obce v údolí Římovky po cca 647 metrů nad mořem vysoký Spálený vrch na západním okraji území obce, na západním okraji se nachází i další nepojmenovaný kopec s kótou 620 metrů. Těsně za západní hranicí území obce se nachází 711 metrů vysoká hora Mařenka.
Zastavěné území obce se nachází téměř uprostřed území obce, asi 1 km východně se nachází část obce Vísky. Severně od zastavěného území obce se nachází Holý mlýn a dále i Adrenalin park Březová. Západně od zastavěného území obce se nachází Záhumenný mlýn a východně se nachází Trojanův mlýn.
Severně od zastavěného území obce se nachází památný strom Javor u Římova.

## Historie
Obec má název odvozený od osobního jména Řím nebo Hřím, zkratka z Pelhřim od latinského Peregrinus (přespolní).
První písemná zmínka o obci pochází z roku 1257, kdy patřil Římov k novoříšskému klášteru. V roce 1315 byl blízký hrad Sádek majetkem Jimrama z Boskovic, který z něj podnikal výpady do okolních vesnic nebo do Třebíče. Kolem poloviny 14. století patřila obec Hrutovi z Čechočovic. Od roku 1371 Římov, Stařeč a Čáslavice vlastnil Jan Soběslav Lucemburský, pozdější moravský markrabě. Později vlastnila vesnici zřejmě drobná šlechta, ale v roce 1499 se stal majitelem vesnice Vilém z Pernštejna, ten v tu dobu vlastnil již i hrad Sádek a další okolní vesnice. V témže roce zakoupil i Stařeč, Čáslavice, Slavice a Přibyslavice.
Do roku 1551 panství patřilo Pernštejnům, v tomto roce jej však odkoupil Zdeněk z Valdštejna a připojil je tak k brtnickému panství. V roce 1620 pak byl Zdeněk Brtnický z Valdštejna za účast ve stavovském povstání uvězněn a byly mu zabaveny majetky a tak sádecké panství i s Římovem získal hrabě Thomas Cerboni. V roce 1775 byli občané Římova perzekvováni za účast na nevolnickém povstání. Posléze získal panství Ignác z Walldorfu, ale v polovině 18. století zdědil panství František Kajetán Chorinský. V roce 1821 povstali poddaní z Římova a dalších obcí a požadovali zrušení nevolnictví.
V roce 1866 zasáhla Římov epidemie úplavice, která si zde vyžádala 31 obětí. V roce 1894 byla v obci po dlouhých průtazích postavena budova školy a roku 1895 byl ve vsi založen sbor dobrovolných hasičů. V roce 1927 byla vesnice elektrifikována, mezi lety 1928 a 1929 byla postavena silnice z Římova do Čáslavic. Roku 1921 byl vybudován památník padlým občanům v první světové válce. Roku 1933 bylo za účast na Židenickém puči zatčeno 12 občanů Římova, jeden z nich – František Nedvědický byl odsouzen na osm let.
Na konci druhé světové války při operaci Spelter dopadly tři shozy materiálu do katastru Římova, po skončení války v roce 1948 byla elektrifikována část Vísky a v roce 1951 byl do Římova přiveden telefon. V témže roce byli uvězněni a odsouzeni někteří občané Římova za účast v případu Babice. V roce 1957 bylo ve vsi založeno JZD, v letech 1960–1963 byl postaven nový kravín s půdním prostorem, posléze byly vyasfaltovány cesty ve vsi a bylo postavenou koupaliště. Roku 1972 byla otevřena mateřská škola a mezi lety 1971 a 1975 bylo rekonstruováno veřejné osvětlení, byly opraveny požární nádrže a byla vybudována kanalizace v obci, v roce 1975 byla také rekonstruována škola a bylo sloučeno JZD v Římově s JZD Vysočina v Čáslavicích. V roce 1980 byl správně začleněn Římov pod MNV v Čáslavicích, osamostatnil se po sametové revoluci v roce 1990. V roce 1995 byla Otakarem Mareinem rekonstruována socha sv. Jana Nepomuckého na návsi. Roku 1998 se vesnicí prohnala průtrž mračen, která způsobila materiální škody a v roce 2000 byla započata plynofikace vesnice.
V roce 2001 pak obec získala právo používat znak a prapor. Plynofikace byla dokončena v roce 2001, roku 2005 pak byl rekonstruován památník padlým občanům v první světové válce, v témže roce byla zrušena výuka na základní škole v Římově. V letech 2009 a 2010 byla rekonstruována vodní nádrž u sv. Jana Nepomuckého a v roce 2009 byla také rekonstruována socha sv. Floriána. V roce 2011 byla rekonstruována socha sv. Jana Nepomuckého a byla přemístěna na břeh místního rybníka. Roku 2013 bylo započato rozšíření kanalizace a vodovodu v obci, to pokračovalo až do roku 2014. V témže roce byly také rekonstruovány boží muka a čtyři kříže na území vesnice. V letech 2019 a 2020 byla bývalá škola přebudována na obecní byty.
Do roku 1849 patřil Římov do sádeckého panství, od roku 1850 patřil do okresu Jihlava, pak od roku 1855 do okresu Třebíč. Mezi lety 1980 a 1990 patřil Římov pod Čáslavice, následně se obec osamostatnila.

## Kultura
Místní knihovna získala v roce 2016 ocenění II. stupně v soutěži Knihovna Vysočiny 2016. Obec Římov v roce 2010 obdržela ocenění v soutěži Vesnice Vysočiny, konkrétně získala ocenění hnědý diplom, tj. diplom za vzorné vedení kroniky.
| Rok            | 1869 | 1880 | 1890 | 1900 | 1910 | 1921 | 1930 | 1950 | 1961 | 1970 | 1980 | 1991 | 2001 |
| Počet obyvatel | 518  | 535  | 567  | 579  | 575  | 605  | 592  | 498  | 526  | 472  | 458  | 420  | 402  |

## Politika

### Volby do Poslanecké sněmovny
|       | 2006                | 2010                | 2013                | 2017                | 2021                |
| ----- | ------------------- | ------------------- | ------------------- | ------------------- | ------------------- |
| 1.    | ČSSD (39,31 %)      | ČSSD (27,98 %)      | KSČM (23,3 %)       | ANO (29,18 %)       | ANO (32,38 %)       |
| 2.    | ODS (28,2 %)        | ODS (18,34 %)       | ČSSD (22,81 %)      | SPD (19,31 %)       | SPD (18,62 %)       |
| 3.    | KSČM (14,52 %)      | TOP 09 (12,84 %)    | KDU-ČSL (14,07 %)   | Piráti (10,72 %)    | SPOLU (18,21 %)     |
| účast | 68,22 % (234 z 343) | 63,01 % (218 z 346) | 60,06 % (209 z 348) | 68,02 % (234 z 344) | 69,19 % (247 z 357) |

### Volby do krajského zastupitelstva
|      | 1.                 | 2.                       | 3.                     | účast               |
| ---- | ------------------ | ------------------------ | ---------------------- | ------------------- |
| 2000 | 4KOALICE (20,83 %) | ODS (18,05 %)            | SV (15,27 %)           | 24,31 % (80 z 329)  |
| 2004 | ODS (35,23 %)      | KDU-ČSL (24,76 %)        | KSČM (20,95 %)         | 30,61 % (105 z 343) |
| 2008 | ČSSD (34,72 %)     | ODS (23,61 %)            | KSČM (15,27 %)         | 41,62 % (144 z 346) |
| 2012 | KSČM (31,7 %)      | ČSSD (22,76 %)           | Pro Vysočinu (17,88 %) | 38,26 % (132 z 345) |
| 2016 | ČSSD (23,14 %)     | KDU-ČSL (19,44 %)        | ANO 2011 (17,59 %)     | 31,59 % (109 z 345) |
| 2020 | ANO (29,35 %)      | Piráti (18,34 %)         | ČSSD (11,92 %)         | 31,5 % (109 z 346)  |
| 2024 | ANO (45,13 %)      | ODS+TOP 09+STO (13,27 %) | STAN+SNK ED (11,5 %)   | 32,95 % (114 z 346) |

### Prezidentské volby
V prvním kole prezidentských voleb v roce 2013 první místo obsadil Miloš Zeman (69 hlasů), druhé místo obsadil Jiří Dienstbier (48 hlasů) a třetí místo obsadil Karel Schwarzenberg (32 hlasů). Volební účast byla 62,97 %, tj. 216 ze 343 oprávněných voličů. V druhém kole prezidentských voleb v roce 2013 první místo obsadil Miloš Zeman (149 hlasů) a druhé místo obsadil Karel Schwarzenberg (64 hlasů). Volební účast byla 62,94 %, tj. 214 ze 340 oprávněných voličů.
V prvním kole prezidentských voleb v roce 2018 první místo obsadil Miloš Zeman (121 hlasů), druhé místo obsadil Jiří Drahoš (36 hlasů) a třetí místo obsadil Marek Hilšer (35 hlasů). Volební účast byla 65,32 %, tj. 226 ze 346 oprávněných voličů. V druhém kole prezidentských voleb v roce 2018 první místo obsadil Miloš Zeman (169 hlasů) a druhé místo obsadil Jiří Drahoš (74 hlasů). Volební účast byla 70,85 %, tj. 243 ze 343 oprávněných voličů.
V prvním kole prezidentských voleb v roce 2023 první místo obsadil Andrej Babiš (106 hlasů), druhé místo obsadil Petr Pavel (58 hlasů) a třetí místo obsadila Danuše Nerudová (34 hlasů). Volební účast byla 70,61 %, tj. 245 ze 347 oprávněných voličů. V druhém kole prezidentských voleb v roce 2023 první místo obsadil Andrej Babiš (122 hlasů) a druhé místo obsadil Petr Pavel (118 hlasů). Volební účast byla 69,16 %, tj. 240 ze 347 oprávněných voličů.

## Pamětihodnosti
- Socha svatého Floriána z roku 1756, od roku 1968 zapsaná do státního seznamu kulturních památek[35][14]
- Socha svatého Jana Nepomuckého z doby kolem roku 1824, v roce 1968 zapsaná do státního seznamu kulturních památek[36][14]
- Svinkův obrázek, v lese u cesty do Dašova, postaven po druhé světové válce na památku Jana Svinky, který byl v tom místě zastřelen v roce 1942 německými vojáky[14]
- Suchnův kříž z roku 1937[14]
- Boží muka[14]
- Kříž v Borovíčku z roku 1931[14]
- Zvonička, rekonstruována byla v letech 1947 a 1996,[14] nová byla postavena v roce 2024[37]
- Památník padlých z roku 1921[14]
- Kříž u Novákových z roku 1911[14]
- Velký kříž u cesty do Rokytnice nad Rokytnou[14]
- Kámen s dvěma kříži[14]
- Černý křížek u výjezdu z Vísek[14]
- Kaplička Narození Panny Marie ve Vískách z roku 2015[38]

## Osobnosti
- František Bobek (1882–1959), spisovatel a dramatik
- Josef Novák (1875–?), právník, spisovatel
- Jan Šnoflák (1891–1954), pedagog a entomolog
- Jan Šnoflák (1922–?), veterinář
- Josef Bartík (1940–2020), starosta